# Лексикография
Лексикогра́фия (др.-греч. λεξικόν [lexikon] «словарь» + γράφω [grapho] «пишу») — раздел языкознания, занимающийся вопросами составления словарей и их изучения; наука, изучающая семантическую структуру слова, особенности слов, их толкование.
Практическая лексикография выполняет общественно важные функции, обеспечивая обучение языку, описание и нормализацию языка, межъязыковое общение, научное изучение языка. Лексикография стремится найти наиболее оптимальные и допустимые для восприятия способы словарного представления всей совокупности знаний о языке.
Теоретическая лексикография охватывает комплекс проблем, связанных с разработкой макроструктуры (отбор лексики, объём и характер словника, принципы расположения материала) и микроструктуры словаря (структура словарной статьи, типы словарных определений, соотношение разных видов информации о слове, типы языковых иллюстраций и т. п.), созданием типологии словарей, с историей лексикографии.
Лексикография представляет слово в совокупности всех его свойств, поэтому словарь оказывается не только уникальным и незаменимым пособием по языку, но и важнейшим инструментом научных исследований. Лингвистическая наука XXI века стремится воплотить в словарной форме все аспекты полученных знаний, поэтому в новейших словарях объектом описания становятся не только слова, но и иные языковые единицы.
Среди знаменитых лексикографов — Поллукс, Ш. Дюканж, И. К. Аделунг, И. Г. Вальтер, В. И. Даль.